# Reversal
Reversal (リバーサル, Ribāsaru), typographié :REverSAL, est un seinen manga de Kemuri Karakara, prépublié dans le magazine Web Comic Beat's et publié par l'éditeur Mag Garden en deux volumes reliés sortis en mai 2012 et mai 2013. La version française est éditée par Doki-Doki en deux tomes sortis en janvier et avril 2014.

## Liste des volumes
| no | Japonais       | Japonais          | Français       | Français          |
| no | Date de sortie | ISBN              | Date de sortie | ISBN              |
| -- | -------------- | ----------------- | -------------- | ----------------- |
| 1  | 14 mai 2012    | 978-4-8000-0001-9 | 8 janvier 2014 | 978-2-81892-557-7 |
| 2  | 14 mai 2013    | 978-4-8000-0155-9 | 12 mars 2014   | 978-2-81892-662-8 |

## Réception critique
Pour Planetebd.com, « en mettant en scène une héroïne principale qui n'est autre qu'une geisha, Kemuri Karakara prend un parti pris esthétique intéressant. Le plus étonnant est qu'il envoie ensuite cette dernière, Ayame, dans un univers fantastique teinté d'horreur où tout ce qu’elle connaissait est inversé ».